# Marcel Faber
Marcel Faber (Arnhem, 1 oktober 1959) is een Nederlands acteur.

## Loopbaan
Marcel Faber studeerde in 1987 af aan de Amsterdamse toneelschool. Fabers eerste grote rol was die van Karel Fijndraad in de televisieserie Vrouwenvleugel. Later speelde hij enkele afleveringen in Westenwind en Goede tijden, slechte tijden. Faber speelde in meer dan zestig toneelproducties bij gezelschappen als Hotel Modern, Het Zuidelijk Toneel, Rast, Nieuw-West en Growing up in Public.
Daarnaast was hij te zien in diverse films en tv-producties. Ook las hij lange tijd poëzie voor in het radioprogramma Vers op Vijf en las hij korte verhalen voor tijdens Uitgelezen Verhalen.

## Filmografie
- Vrouwenvleugel - Karel Fijndraad (1993)
- Flodder - Tony van Rijn (1995)
- Baantjer- Kranenborg (afl. De Cock en de moord op de windhaan , 1996)
- Fort Alpha - Marc Bak (1996)
- De club - Dave (1998)
- Kinderen voor Kinderen - Meneer van der Wal (1998)
- Westenwind - Borkus Koetsier (5 episodes, 1999)
- Goede tijden, slechte tijden - David Thornton (2000-2001)
- Oppassen!!! - Dokter Tom Berendsen (2001)
- Rozengeur & Wodka Lime - Walter Hofstede (2004-2006)
- Dankert & Dankert - Luuk de Jager (2006)
- Grijpstra & De Gier - Karel Donkers (2006)
- Spoorloos verdwenen - Dick Hogeveen (2007)
- Flikken Maastricht - Benjamin Steur (2007)
- Great Kills Road - Maas de Boer (2008)
- Snuf en de IJsvogel - Tjeerd (2010)
- Van God Los - Wouter (afl. Weekendverlof, 2012)
- Het geheim van Eyck - Welmoed Eyck (2015)
- Mouna's Keuken - Frans (2016)

Willem Nijholt (1980, 1981) · Leoni Jansen (1982) · Willem Ruis (1983, 1984) · Edwin Rutten (1985, 1986) · Ati Dijckmeester (1985, 1986) · Ron Brandsteder (1987) · Simone Kleinsma (1987) · Sonja Barend (1988) · Herman van Veen (1990) · Youp van 't Hek (1991) · Sylvia Millecam (1992) · Erik van Muiswinkel (1992) · Henk Westbroek (1992) · Coen Flink (1993) · Frank Groothof (1994) · Willem Ekkel (1994) · Peter Tuinman (1994) · Harry van Rijthoven (1994) · Carola Hamer (1994) · Paul de Leeuw (1995, 1996) · Menno Bentveld (1997) · Joep Onderdelinden (1998, 2020) · Marcel Faber (1998) · Aldith Hunkar (1999) · Marscha de Haan (2000) · Neel Brands (2000) · Maud Hawinkels (2001) · Klaas van der Eerden (2002, 2003, 2004) · Claudia de Breij (2004, 2005, 2009, 2012) · Jochem Myjer (2006) · Isolde Hallensleben (2007) · Jack van Gelder (2008) · Ali B (2008) · Frank Evenblij (2009) · Sara Kroos (2011) · Lex Uiting (2013, 2014, 2015, 2016, 2017) · Dolores Leeuwin (2013) · Dieuwertje Blok (2014) · Milouska Meulens (2015) · Anne Appelo (2018, 2019, 2020) · Pepijn Gunneweg (2018, 2019) · Plien van Bennekom (2020) · Kiefer Zwart (2020) · Ridder van Kooten (2020, 2021) · Esmée van Kampen (2021) · André Dongelmans (2021) · Jurre Geluk (2023)